# Prellenkirchen
Prellenkirchen è un comune austriaco di 1 557 abitanti nel distretto di Bruck an der Leitha, in Bassa Austria; ha lo status di comune mercato (Marktgemeinde).